# Desa Sanding (administrativ by i Indonesien, Jawa Barat)
Desa Sanding är en administrativ by i Indonesien.   Den ligger i provinsen Jawa Barat, i den västra delen av landet, 170 km sydost om huvudstaden Jakarta.